# Dumbarton Oaks Papers
Dumbarton Oaks Papers – międzynarodowe czasopismo naukowe założone w 1941 roku. Publikuje artykuły naukowe dotyczące cywilizacji późnego antyku, wczesnego średniowiecza i Bizancjum.